# Samthar
Samthar là một thành phố và là nơi đặt ban đô thị (municipal board) của quận Jhansi thuộc bang Uttar Pradesh, Ấn Độ.

## Nhân khẩu
Theo điều tra dân số năm 2001 của Ấn Độ, Samthar có dân số 20.227 người. Phái nam chiếm 53% tổng số dân và phái nữ chiếm 47%. Samthar có tỷ lệ 55% biết đọc biết viết, thấp hơn tỷ lệ trung bình toàn quốc là 59,5%: tỷ lệ cho phái nam là 66%, và tỷ lệ cho phái nữ là 43%. Tại Samthar, 16% dân số nhỏ hơn 6 tuổi.